# Gold Apollo AR924
Gold Apollo AR924 és un cercapersones compacte i alfanumèric unidireccional amb format "barra" que es ven sota la marca de l'empresa taiwanesa Gold Apollo. Segons una declaració publicada per Gold Apollo a la seva pàgina web el 18 de setembre de 2024, no són els fabricants del dispositiu utilitzat en les explosions de cercapersones del Líban de 2024, ja que havien llicenciat la marca a l'empresa hongaresa BAC Consulting.
Aquest cercapersones és conegut per haver tingut 5.000 unitats sabotejades comprades per Hezbollah que van ser detonades simultàniament el 17 de setembre de 2024 uns segons després de rebre un aparent missatge del grup.

## Característiques
El cercapersones programable per PC i també manualment pesa 90 g, i fa 7,3 cm d'amplada, 5 cm d'alçada i 2,7 cm de gruix. Té quatre botons amb desplaçament bidireccional, una pantalla LCD de quatre línies i una bateria de liti extraïble, recarregable mitjançant un connector USB-C, que dura fins a 85 dies amb 2,5 hores de càrrega.
L'AR924 permet a l'usuari emmagatzemar fins a 30 missatges amb una longitud màxima de 100 caràcters. La seva taxa de transferència de dades és 512/1200/2400 bit/s per POCSAG.
El cercapersones modificat tenia prou espai per a una petita càrrega explosiva, suficient per causar lesions greus o fatals quan se sostenia prop de la cara, i es creu que va emetre un xiulet durant diversos segons a les 15:30 hora local del 17 de setembre de 2024, donant temps perquè l'acostessin a la cara per llegir un missatge esperat de Hezbollah, i després va detonar.

## Vendes
El model AR924 no està disponible per a la venda a Taiwan ni als Estats Units. En termes més generals, les exportacions directes de cercapersones fabricats per Gold Apollo des de Taiwan ascendeixen a uns 260.000 equips entre principis de 2022 i agost de 2024 (inclosos més de 40.000 entre gener i agost de 2024), principalment als Estats Units, Hong Kong Austràlia, segons el Ministeri d'Afers Econòmics de Taiwan.
Les xifres del ministeri no van registrar exportacions directes de cap cercapersones fabricat per Gold Apollo des de Taiwan al Líban durant el mateix període, encara que no es poden descartar exportacions indirectes a través de tercers. Des del 2022 fins a l'agost del 2024, Gold Apollo va exportar 260.000 conjunts de buscapersones, inclosos més de 40.000 entre gener i agost del 2024.

## Manipulació i explosions israelianes al Líban
El 2024, Israel va manipular un enviament de buscapersones al Líban i hi va afegir explosius, segons els funcionaris nord-americans i altres informats sobre l'operació.
El 17 de setembre de 2024, al voltant de les 15:30 hora local, uns 5.000 cercapersones AR924 van explotar gairebé simultàniament al Líban i parts de Síria, matant 12 persones i ferint més de 2.750. Les explosions van semblar ser un atac coordinat contra el partit polític xiïta libanès i el grup paramilitar Hezbol·là. Segons els informes, que uns 500 membres de Hezbollah van perdre la vista en les explosions; tanmateix, no es van donar més detalls sobre aquesta xifra.
Les fotografies que van circular inicialment dels cercapersones danyats mostraven components amb el logotip de Gold Apollo, cosa que va donar lloc a especulacions en línia que els buscapersones involucrats provenien de les seves fàbriques a Taiwan.
L'endemà, el fundador de Gold Apollo, Hsu Ching-Kuang, va dir als periodistes a Taiwan que la companyia no va fabricar els cercapersones involucrats en les explosions, sinó que van ser fets pel seu soci de llarg termini, l'empresa hongaresa BAC Consulting KFT, sota una llicència que havia estat vigent durant tres anys. BAC Consulting KFT va col·laborar amb Gold Apollo i va representar molts dels seus productes. Tot i això, Gold Apollo no va proporcionar cap prova del contracte. L'emissora alemanya Deutsche Welle (DW) va visitar l'adreça oficial de BAC a Budapest, però a la porta només va trobar un full de paper amb el nom de l'empresa; ningú va respondre al timbre. Dw va citar el New York Times, que va informar que BAC i almenys dues empreses més fantasma eren part d'una façana israeliana, destinada a ocultar vincles amb oficials d'intel·ligència israelians. Cristiana Bársony-Arcidiacono, CEO de BAC Consultancy, va explicar que eren intermediaris i no estaven involucrats en la fabricació dels dispositius.